# سندرم کالمن
سندرم کالمن (انگلیسی: Kallmann syndrome) یا KS اختلال نادر ژنتیکی است که مشخصه آن تأخیر یا عدم بروز بلوغ می‌باشد ضمن این که حس بویایی نیز مختل می‌شود. میزان شیوع این بیماری ۱ در ۴۸۰۰۰ نفر است. این اختلال به دلیل فقدان هورمون کلیدی به نام هورمون آزادکننده گنادوتروپین‌ها یا GnRH است. KS در هر دو جنس اتفاق می‌افتد اما در مردان شایع تر است. بیماران مبتلا به KS عموماً در دوره نوجوانی مشخص می‌شوند زیرا شروع تغییرات فیزیکی که مشخصه بلوغ است با تأخیر اتفاق می‌افتد. بیماران مبتلا به KS اغلب از فقدان حس بویایی خود آگاهی دارند اما به دلیل این علامت به دنبال درمان نیستند.

## علائم
علائم این بیماری شامل دو دسته است:

### علائم مربوط به باروری
- تأخیر یا فقدان بلوغ جنسی
- فقدان یا کمبود صفات ثانویه جنسی
- تستوسترون کم
- میکروپنیس در ۱۰ درصد مردان مبتلا
- ناباروری در بیماران درمان‌نشده
- بیضه‌های کوچک در مردان مبتلا

### علائم غیرمرتبط به باروری
- فقدان یا ضعف حس بویایی
- ناهنجاری‌های ظاهری (شکاف لب/کام)،
- فقدان یک کلیه
- عدم توقف رشد قدی به دلیل تستوسترون پایین
- ناشنوایی
- حرکات غیرنرمال چشم‌ها

## تشخیص
عموماً تشخیص این بیماری توسط متخصص اطفال یا غدد بزرگسالان صورت می‌گیرد. به دنبال معاینات بالینی، آزمایش خون و تست‌های تصویربرداری انجام می‌شود تا تشخیص تأیید شود.

## درمان
در بدن انسان ترشح هورمون GnRH از هیپوتالاموس سبب ترشح هورمون‌های LHوFSH از غده هیپوفیز می‌شود که این دو هورمون نیز باعث ترشح تستوسترون در مردان و استروژن، پروژسترون در زنان و تولید اسپرم در مردان و رهاسازی تخمک در زنان می‌شوند. درمان با توجه به نیاز و با ارزیابی هزینه و عوامل دیگر می‌تواند شامل جایگزینی هورمون‌های هر یک از مراحل بالا شود.
به‌طور معمول درمان جایگزینی هورمون (تستوسترون در مردان، استروژن وپروژسترون در خانم‌ها) برای القای صفات جنسی ثانویه انجام می‌شود. وقتی بلوغ حاصل شد اگر بیماران مبتلا به KS بخواهند بارور شوند می‌توان تزریق هورمون‌های هیپوفیز (یعنی گنادوتروپین‌ها، LH و FSH) را آغاز کرد یا درمان با پپتیدهای سنتتیک GnRH انجام شود تا ارگان‌های جنسی اعم از تخمدان‌ها و بیضه تحریک شده و شروع به تولید اسپرم و تخم کنند.
اخیراً محققان بر روی درمان با کیسپپتین نیز تحقیقاتی را انجام داده‌اند. کیسپپتین می‌تواند باعث ترشح GnRH شود.
در مورد نقص بویایی در حال حاضر درمانی وجود ندارد.

## بهبودی
حدود ۱۰ تا ۲۲ درصد این بیماران سیستم هورمونی شان بهبود می‌یابد اما دلیل آن مشخص نیست.
البته بهبودی ممکن است همیشگی نباشد.